# Mustla (Viljandi)
Mustla is een plaats in de Estische provincie Viljandimaa, behorend tot de gemeente Viljandi vald. Het heeft de status van alevik (vlek).
Tot oktober 2017 was Mustla de hoofdplaats van de gemeente Tarvastu. In die maand werd Tarvastu bij de gemeente Viljandi vald gevoegd.

## Bevolking
De plaats had 818 inwoners op 31 december 2011 en 770 inwoners op 31 december 2021.

## Ligging
Tarvastu Gümnaasium, de middelbare school van de streek, en Tarvastu muuseum, het streekmuseum, staan in Mustla.
De Tugimaantee 52, de secundaire weg van Viljandi naar Rõngu, komt door Mustla.

## Geschiedenis
Mustla werd voor het eerst genoemd in 1583 onder de naam Muslo, een nederzetting die voor een deel op het landgoed van Tarvastu lag en voor een ander deel tot de bezittingen van de kerk van Tarvastu behoorde. Rond 1890 begon de plaats te groeien, met een herberg als centrum.
Mustla kreeg in 1927 de status van vlek en in 1938 die van stad. Het inwonertal schommelde steeds rond de 1000; daarmee was Mustla een van de kleinste steden van Estland. In 1979 werd de stad gedegradeerd tot vlek.

## Foto's

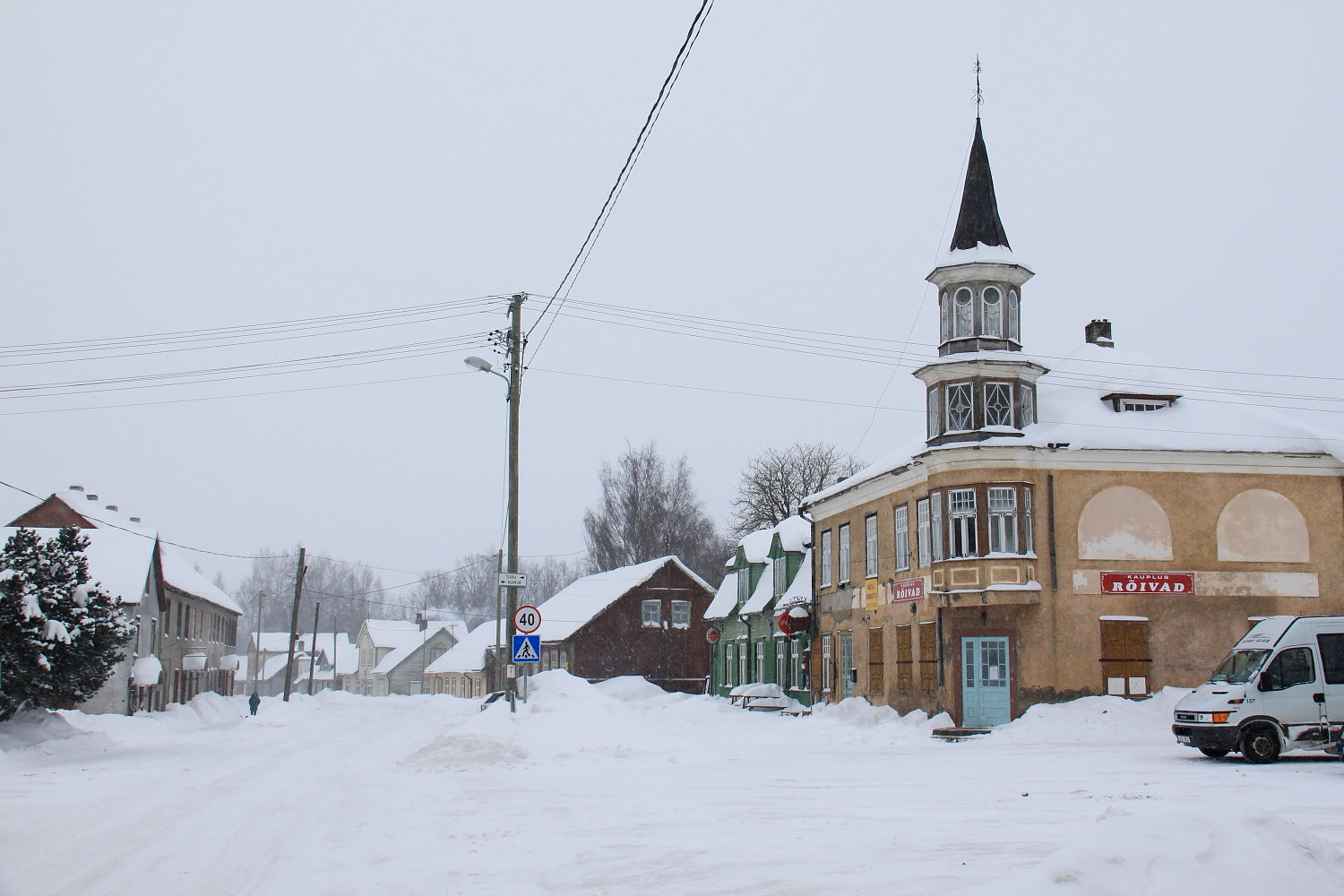
Mustla in de winter
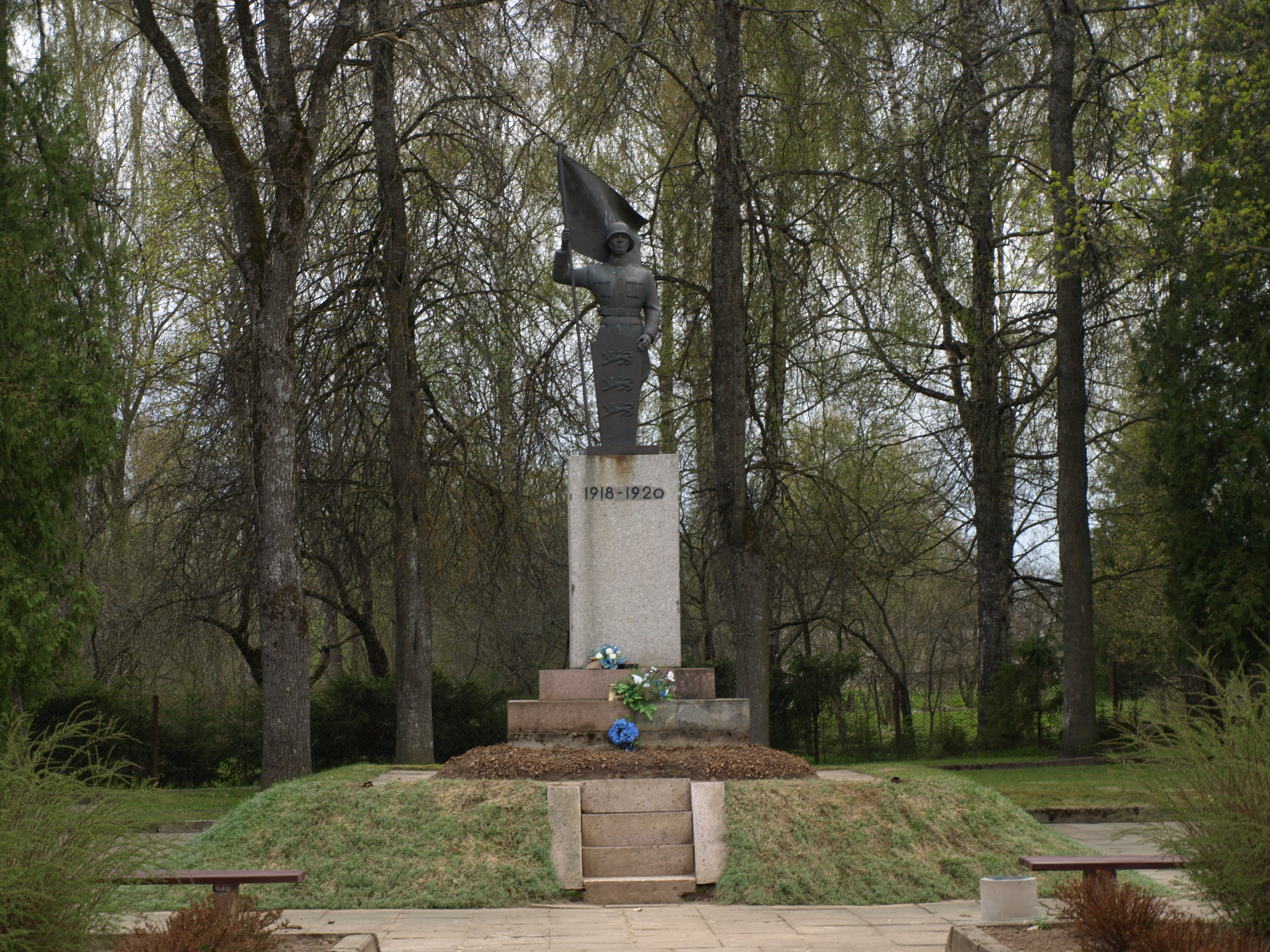
Monument voor de Estische Onafhankelijkheidsoorlog
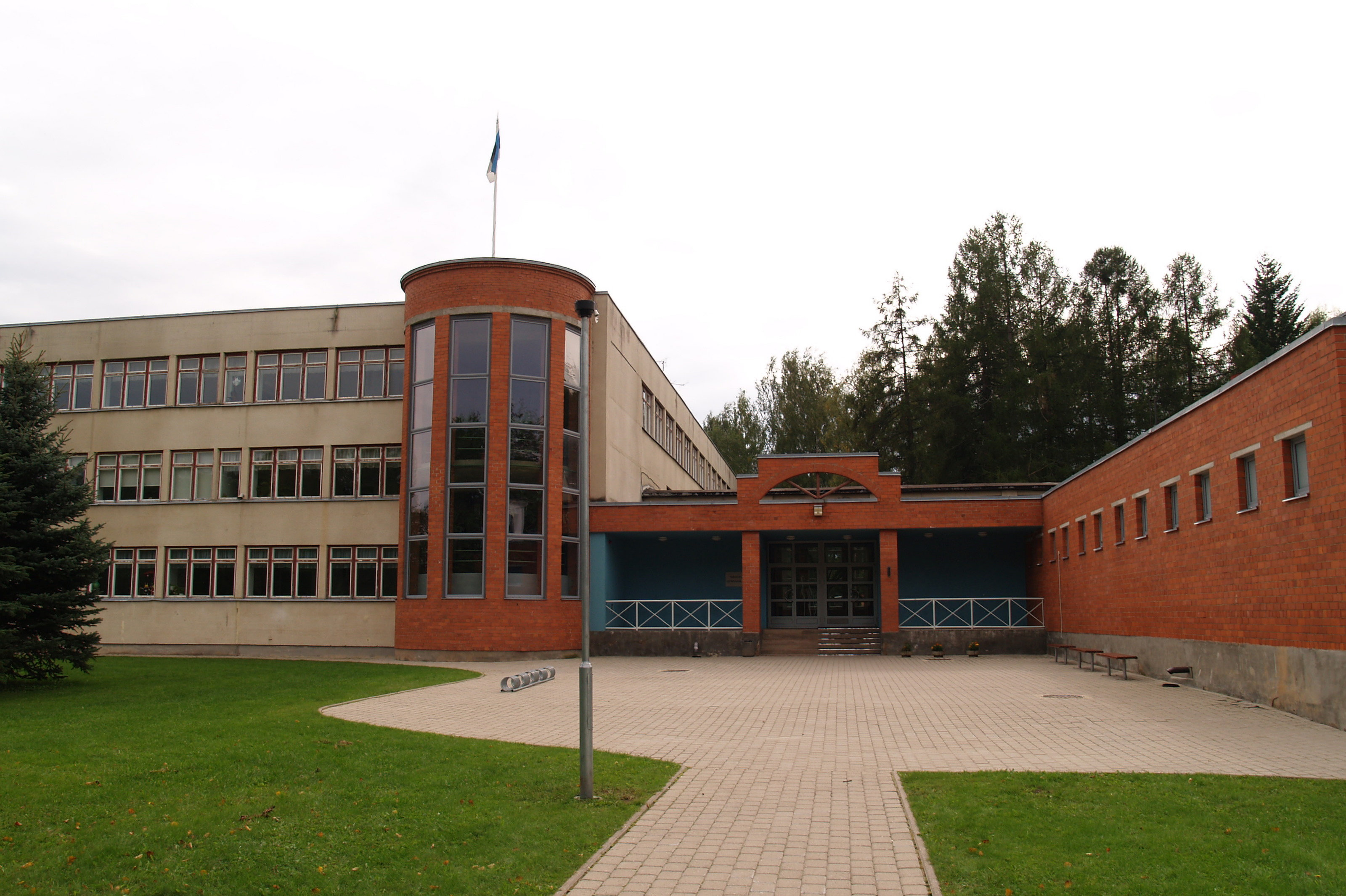
Het Tarvastu Gümnaasium